# Vangueria cistifolia
Vangueria cistifolia är en måreväxtart som först beskrevs av Friedrich Welwitsch och William Philip Hiern, och fick sitt nu gällande namn av Henrik Lantz. Vangueria cistifolia ingår i släktet Vangueria och familjen måreväxter.

## Underarter
Arten delas in i följande underarter:
- V. c. cistifolia
- V. c. latifolia